# 陆伯鸿
陆伯鸿（英語：Joseph Lo Pa Hong；1875年3月—1937年12月30日），原名陆熙顺，圣名若瑟，20世纪上半叶中国知名企业家、慈善家和天主教人士。

## 生平

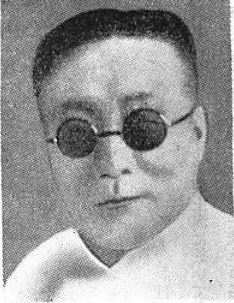

1875年（清光绪元年），陆伯鸿出生于中国上海南市中国地界的顾家弄。这里距离当时江南代牧区的主教座堂——董家渡圣方济各沙勿略堂很近，在太平天国战乱中，有一批江南地区世代信仰天主教的家庭为逃避迫害，逃难到上海，都聚居在主教座堂附近。其中最著名的有来自青浦县的朱家、来自丹徒县的马家以及陆家。他们互相之间结成一个紧密的社交圈子，互通婚姻，保持着与周围非天主教徒不同的宗教信仰和生活习惯。他们与法国联系密切，子女大多上震旦大学，毕业后或在法商洋行任买办，或在上海法租界公董局谋职。其中也出了不少颇有建树的名人：如朱家出了求新船厂厂主、上海总商会会长朱志尧；马家出了震旦大学、复旦大学2所大学的创始人马相伯（1840年—1939年）和语言学家、中国第一部语法著作《马氏文通》的作者马建忠兄弟；而陆家也出了大企业家、大慈善家陆伯鸿。

### 秀才经商
少年时代的陆伯鸿也如同其它的中国孩子一样，必须十年寒窗，攻读四书五经，终于在18岁那年，他幸运地考取了秀才。但是，1905年（清光绪三十一年），清朝政府宣布废除科举制度，于是大批士子转而进入新型学堂，改学洋务。这时陆家也将陆伯鸿送到董家渡主教座堂一位龚神父那里学习法语，后来曾参与编纂《法华新字典》。此后任比利时洋行职员和法租界蒲石律师事务所秘书。
20世纪初，陆伯鸿作为上海总商会代表，赴美国、意大利、瑞士等国观光考察，受到罗马教皇接见。回国后萌发兴办实业救国的计划，此后陆续兴办一系列的工商交通企业，成为上海的华商领袖。
1911年（宣统三年），由李平书推荐，陆伯鸿接办濒临倒闭的上海内地电灯公司，由于管理有方，扭亏为盈，并扩大经营规模。数年内南市中国地界的电灯数由原1000余盏激增至7万盏，迅速缩小了中国地界和租界在市政建设方面的差距。
1912年（民国元年）4月，恰逢上海拆除城墙改筑马路——法华民国路（今人民路）和中华路，陆伯鸿把握機會资20万元，创办上海华商电车公司，在上海华界首次开通了有轨电车，电车路线就在这条环城的圆形马路上行驶。这条线路沿线都是上海的老市区，人烟稠密，预计很快就会有可观的客流量。陆伯鸿在华商电车公司的每辆电车车头上安装“绿、白、红”3种颜色的电灯，同自己的姓名谐音（吴语发音），以此招徕顾客，因此从一开始华商电车的乘客就非常多，此后一直保持了良好的经营业绩。1918年1月，电灯公司与电车公司合并，改名为“上海华商电气股份有限公司”。1935年，在南市半淞园兴建新电厂。至1937年抗日战争前夕，上海华商电气公司每年的获利达到100万元。陆伯鸿在电力工业方面取得的成就，使他得以担任全国民营电业联合会委员长。
1913年11月，陆伯鸿又抓住第一次世界大战前夕国际市场钢铁价格猛涨的机遇，在浦东周家渡创办和兴铁厂，生产生铁。1921年，他又与德商合资，扩建成和兴钢铁厂，能生产品质上乘的竹节钢，曾供应建造江海关大楼、沙逊大厦、闸北水电厂、法商自来水厂和南京中山陵的需要。1949年以后改为上海第三钢铁厂。
陆伯鸿还创办了大通航业公司，朱志尧的求新船厂船坞，为其造出了“隆大”、“志大”和“正大”3艘客轮。陆伯鸿也因而成为上海航业同业公会执行委员。
1924年，陆伯鸿还接办了闸北水电公司。

### 公董局华董
陆伯鸿是第一批进入上海法租界公董局（法租界市政当局）的5名华人董事之一。1927年1月15日，在中国民族主义兴起、发生大革命的形势下，法国驻沪总领事那齐任命陆伯鸿等5名华人为公董局临时委员会委员，成为上海2个租界中最早的华人董事（1928年上海公共租界才开始有华董），改变了上海租界长期以来只有外籍董事的状况。杜月笙、张啸林等人是在1930年以后才取得进入法租界公董局董事会的资格。

### 传教活动
陆伯鸿在同龚神父接触期间，转变成为一名热心的天主教徒，他虽然并非神职人员，却经常和一批信仰天主教的实业家（共19人），从1912年起，以热心教友的身份，乘坐简陋的交通工具，外出到上海附近各处农村传教，陆续新建了一批教堂、诊所和学校。陆伯鸿曾担任公教进行会会长。由于他在傳教工作方面的成就，教皇授予他“剑袍勋爵”称号，并邀请他参加1926年在美国芝加哥以及1937年在菲律宾马尼拉举行的两次国际圣体圣事大会。

### 慈善活动
陆伯鸿一向极其热心于慈善活动，先后举办了7所慈善机构：
- 新普育堂：普育堂原是1865年由上海地方官府支持的旧式慈善机构，位于上海大南门外的陆家浜南岸，负责向贫死者施舍棺材、向穷人施舍衣食、免费诊病发药、埋葬死去的穷人和倒毙在路上的死者、向寡妇和孤老提供生活补助、收养弃婴等，卫生条件极差，蚊蝇孳生。辛亥革命以后，当局已经无法维持500人的救济工作。1912年，陆伯鸿得到允许，利用拆除下来的城砖，将其翻建成一组现代化的建筑群，分设学校、工场、医疗、养老、育幼、残废、疯癫（精神病）等各部，请天主教修女为看护。开办初6年中，先后收养男女102525人次，施医给药者达2194070人次。这是20世纪上半叶上海最大的收容社会弱者的设施。
- 上海普慈疗养院
- 杨树浦圣心医院：位于上海东北部杨树浦鄱阳路的工人聚居区内，旁边还建有一所小学和一座小教堂（圣心堂）。
- 中国公立医院
- 南市时疫医院
- 杨树浦诊疗所
- 北京中央医院：1917年建立。

陆伯鸿虽然早已是名闻上海的巨富，但本人还是经常来到新普育堂，系起围裙，亲自服侍那些肮脏的病人，而且还让他的几个儿子站在一旁，以便他们学会怎样善待穷人。
此外，他还创办了包括金科中学（位于上海胶州路，交给美国耶稣会管理）在内的5所男女中小学校。

### 遇刺
1937年8月13日，中日在上海爆发淞沪会战，3个月的战事中，有上百万的来自上海中国地界（闸北、南市）、虹口日本势力范围和附近江南地区的难民涌入上海面积有限、而且原本就人烟极为稠密的两个租界，造成空前严重的难民危机。虽然陆伯鸿自身的企业在这次战争中也全都陷于瘫痪，并且还遵照政府安排，将自己的一艘客轮自沉于江苏省江阴附近的长江中，以阻止日军向西进犯南京。连陆家居住多年的南市董家渡一带也沦为战区，被迫迁居上海法租界震旦大学所在的吕班路（重庆南路），成了圣伯多禄堂的教友。但这时陆伯鸿仍然不愿放弃他的慈善事业，他不甘心对数以百万计的这些不幸者无所作为。于是他主动与日本占领军接触，试图解决严重的难民危机，同意参加上海地区改组委员会。
1937年12月30日，陆伯鸿在吕班路住宅前乘车准备帮新普育堂办事时，遭到两名伪装成卖桔子的男子袭击身亡，终年62岁。他的死因一直是个谜，可能与他接触日本人有关。
陆伯鸿的后代中有人现在仍是中国天主教界的代表性人物。